# حسين طلعت
حسين طلعت (12 ديسمبر 1996 بلاهور في باكستان - ) هو لاعب كريكت باكستاني. شارك مع منتخب باكستان للكريكت. أما مع النوادي، فقد لعب مع Federal Areas cricket team ‏ واسلام اباد يونايتد ‏.

## وصلات خارجية
- حسين طلعت على موقع إي آس بي آن كريك إنفو (الإنجليزية)